# Cataphrodisium
Cataphrodisium is een kevergeslacht uit de familie van de boktorren (Cerambycidae). De wetenschappelijke naam van het geslacht werd voor het eerst geldig gepubliceerd in 1907 door Aurivillius.

## Soorten
Cataphrodisium omvat de volgende soorten:
- Cataphrodisium castaneae Gressitt, 1951
- Cataphrodisium rubripenne (Hope, 1842)
- Cataphrodisium simile Podaný, 1971